# 중원 대전
중원 대전은 1930년에 장제스가 이끄는 중국 국민당과 여러 지역적 군벌 사이에서 일어난 중국의 내전이다. 중원 회전, 또는 중원 전쟁이라고 부르기도 한다.
이 전쟁은 중국의 후난성, 산둥성, 안후이성 및 기타 중국 중원 지방에 걸친 지역으로 남경정부측 30만명, 군벌동맹측 70만명의 병력이 참여한 군벌 시대에 가장 큰 전쟁이다.

## 배경

### 장제스의 대두
중국 국민당에서 장제스의 지위는 당초에는 후 호한민이나 왕징웨이 같은 당 간부와 비교하면 낮았지만, 1917년 호법 운동, 광동정부 성립 동안에 군사적 재능을 발휘함으로써 비약을 시작했다. 1923년 광저우 시에서 진명명이 쑨원에 대해 반란을 일으켜 전기가 왔다. 이 때 장제스는 쑨원이 광저우로부터 퇴각하는 것을 도와 그의 주목을 받게 되었다.
1925년 쑨원 사망 후 국민당 내 세력 다툼이 표면화하기 시작했다. 장제스와 왕징웨이 사이의 권력투쟁으로 국민당은 분열했다. 장제스는 황포군관학교 교장으로서의 영향력을 이용할 수 있어 결국 당 지도자의 지위를 이어받게 되었고 왕징웨이는 해외로 망영을 할 수밖에 없었다.

### 중국의 재통일 (1928년)
1926년 장제스는 새롭게 창설된 국민혁명군의 최고사령관에 형식적으로 취임하여 북벌을 시작했다. 북벌 과정에서 장제스는 펑위샹, 옌시산, 리쭝런의 군벌과 동맹을 맺었다.
장쉐량의 아버지 장쭤린이 일본 관동군에 의해 암살 된 후 장쉐량이 난징 정부에 대하여 봉천파의 충성을 선언(동북 역치)함으로써 1928년 난징 정부 아래 중국이 재통일되어 북벌은 끝났다.

## 중원 대전까지의 경과

### 북벌후 군축회의
1928년에 완료된 북벌은 중국 국민당 단독으로 이뤄진 것이 아니라 각지의 군벌을 포섭함으로써 이뤄진 측면이 강했다. 그 결과 북벌후의 국민정부는 군벌 연합적인 색채의 정부(국민정부의 군은 군벌의 집합이었다)가 되었고 그 중에서 중국 국민당의 입지는 약한 것이었다.
국민혁명군은 북벌후 지방군벌의 군대를 통합해 4군단으로 개편됐다. 제1군단(중앙군이라고도 불린다)은 '황포파'로 형성되어 장제스 자신이 직접 지휘했다. 제2군단은 펑위샹이 이끄는 국민군 (서북파라고도 함)의 부대로 구성되어 있었다. 제3군단은 산서파의 옌시산이 이끌고, 제4군단은 신광서파 의 리쭝런이 이끌었다.
중화민국의 최고 지도자가 된 장제스는 중국 국민당 및 자기의 권력을 강화 시키기 위해 1929년 1월에 국군의 정비를 시작했다. 이것은 구군벌의 병사를 감축하는 것으로, 군벌의 영향력을 잃게 하여 장제스 측의 세력의 회복을 도모하려고 하는 것이었다.

### 반 장제스 동맹
1929년의 군축회의 후 북벌에 협력한 군벌은 위기감을 느꼈다. 이 군축에는 국민당 내의 다양한 파벌이 반대했기 때문에 중국이 재통일 될 틈도 없이 곧 다시 내부 투쟁이 시작되었다. 장제스에 반기를 든 주요한 군벌은 옌시산 · 펑위샹 · 리쭝런의 3명(모두 북벌에서 큰 활약을 하고 있다)이었다.
1929년 3월에는 '신광서파'인 리쭝런, 바이충시, 황소읍이 장제스와의 관계를 끊었다. 실질적으로 보고 이때부터 군벌 지도자들과 난징 정부 간의 대립이 시작되었다. 같은 해 5월 서 북파의 펑위샹도 장세스와 충돌했다. 같은 해 11월 리쭝런은 왕징웨이와 함께 반 장제스 동맹을 선언했다. 같은 해 12월 국민혁명군의 탕성즈와 장발규가 반 장제스 동맹에 대한 지원을 표명했다. 난징 정부는 반 장제스 동맹에 합류한 것을 이유로 왕징웨이를 당에서 추방하는 대응을 취했다. 반 장제스 동맹은 남경정부를 따르지 않는다는 의사를 보여주기 위해 베이징에 새로운 국민당 정권을 수립했다.
1930년 2월 산서파의 옌시산은 장제스의 국민당으로부터의 사임을 요구했지만 거절되었다. 그 후 같은 달, 옌시산은 반 장제스 동맹의 지도적 지위를 계승하고, 펑위샹과 리쭝런의 지원도 얻었다. 한편 장쉐량은 장제스에 대한 '충성'을 유지하는 길을 택했다.

### 장제스 측의 동맹
난징 정부는 중국 서북부 감숙성 회족 (이슬람교도)의 지원을 받았다. 이 지역은 원래 서북군 의 영향 범위에 있었지만, 1928년에는 마고사(馬廷勷), 마중영, 마푸샹 등 영향력이 있는 이슬람교도의 리더( 마가군(馬家軍) )이 펑위샹과의 관계를 끊었다. 중국의 회교도는 중원 대전 동안 난징 정부 측에 서서 펑위샹의 서북군을 서방에서 위협하여 서북군을 유치하여 중원에 갈 수 없게 하는 역할을 했다.

### 전쟁 준비
반 장제스 동맹은 여러 루트에서 난징 정부로 진공할 계획이었다. 리쭝런은 광서군을 이끌고 우한의 장제스 거점을 위협하기 위해 후난성으로 진격할 계획으로 했다. 펑위샹은 서북군을 이끌고 허난성에서 산동성으로 진군하여 쉬저우를 공격하면서 무한에도 압력을 가할 계획으로 하였다. 옌시산은 산서군을 이끌고 서북군과 공동으로 서주를 공격하고 서주를 함락시킨 뒤 난징으로 진격할 계획으로 하였다.
이들 전쟁 준비에 맞서 국민당은 한복로에게 명령하여 산서 군을 요격하기 위해 황하 남안 방비를 굳혔다. 예상되는 공격에 대비하여 국민당의 주력군은 서주에 주둔하기로 했다..

## 전쟁의 경과

### 장제스의 공세 (1930년 5월~6월)
1930년 5월 11일, 장제스가 이끄는 중앙군은 옌시산 및 펑위샹의 군에 대하여 일련의 공세를 개시했다. 중앙군은 룽하이 철로를 따라 쉬저우에서 서쪽으로 진군하여 5월 16일에는 허난성의 카이펑 시 교외에 이르렀다. 5월 말 반 장제스 동맹에서 천청의 서북군은 감숙성에서 진성이 이끄는 중앙군과 격돌했다. 장제스는 곧 포로가 되었지만 탈출했다. 그러나 산서군이 제 시간에 도착하지 않았기 때문에 서북군은 중앙군에게 추가 타격을 주지 않았고 결정적인 승리는 얻지 못했다. 감숙성에 반 장제스 측 동맹군이 있기 때문에 서북군은 이 승리 후 방어를 위해 돌아왔다. 카이펑에서는 서북군이 장제스 군의 공격을 격퇴하여 엄청난 피해를 주었다. 산서군과 서북군의 연합군은 이 후 서주를 공격했다. 이것이 중원 대전에 있어서의 최대의 전투로 양군을 합하여 20만명의 피해가 나왔다.

### 형세의 변화 (1930년 6월~9월)
남방 전선에서는 이종인과 백숭요가 이끄는 광서군이 북서쪽으로 진군하 웨양을 점령했지만, 장제스 군은 그 후방을 차단하는 데 성공했고, 마침내 광서군을 본거지까지 퇴각시켰다. 산동성에서는 산서군이 6월 25일 제남(済南)을 점령했다. 후난성에서 광서군을 깨고 난징 정부는 산동성의 산서군에 대한 대규모 반격의 시작을 결정했다. 장제스 군은 칭다오에서 진군해 8월 15일에는 제남을 탈환했다. 산서군은 제남에서 퇴각해 황하 도하중에 더욱 손해를 입었다. 그 후, 중앙군은 간쑤성 과 산시성의 군대를 모아 서북군에 대한 최종적인 공격을 개시하였고 그 공격은 8월 하순부터 9월 상순까지 계속되었다. 반 장제스 동맹 각 군의 제휴 부족으로 형세가 난징 정부 측의 유리로 바뀌기 시작했다.

### 동북군의 개입 (1930년 9월~11월)
9월 18일 장쉐량과 동북군은 중립을 파기하고 장제스를 지지할 것을 선언했다. 그 며칠 후 동북군은 산해관을 통과하여 중원에 들어갔고 이틀 후에 베이징을 점령했다. 산서군은 황하의 북쪽으로 퇴각했고, 반 장제스 동맹의 사기가 저하되기에 이르러 서북군은 붕괴했다. 10월 4일, 옌시산과 펑위샹은 모두 모든 공직의 사임을 발표하였고 그에 의해 실질적으로 분쟁상태는 종료하여 난징 정부에의 지방군벌의 도전도 소멸되었다.

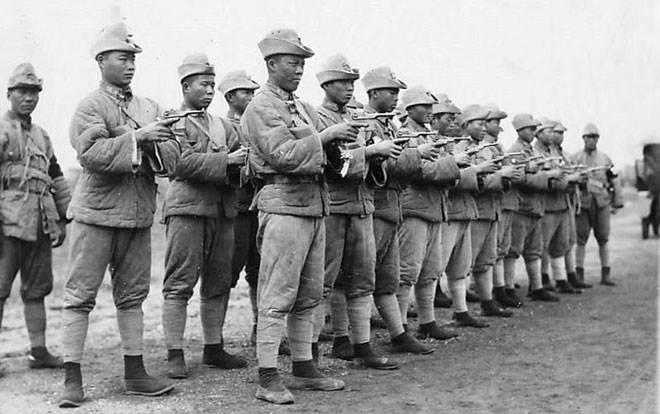
서북군
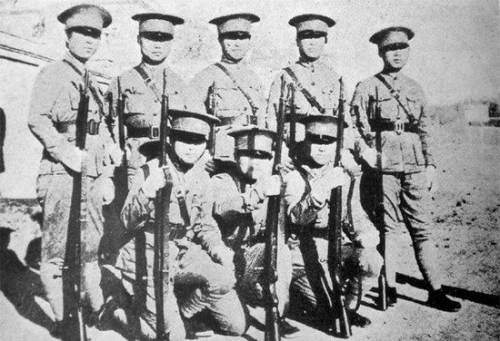
산서군
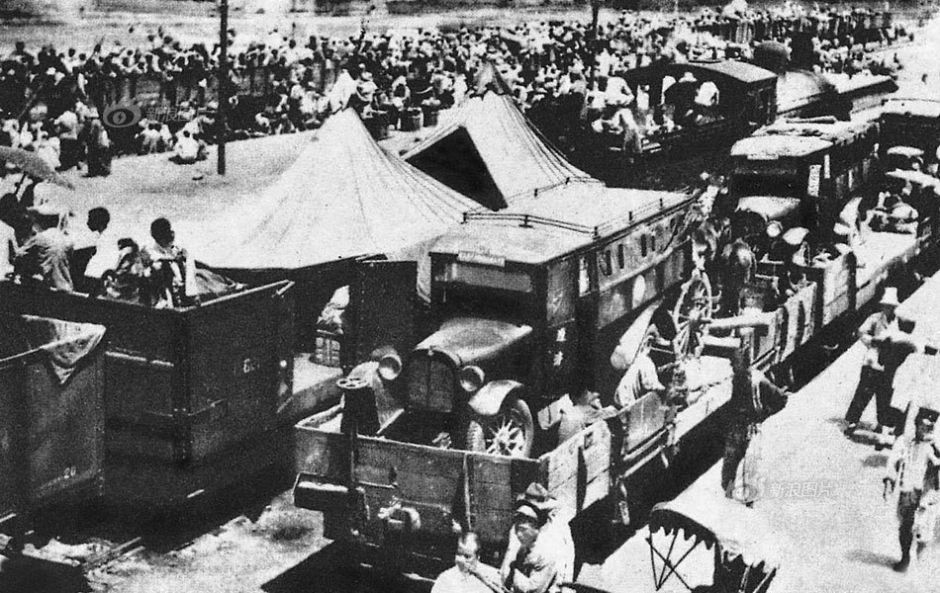
중앙군

## 중원 대전 후의 경과
중원 대전은 1928년 북벌이 끝난 이래 중국에서 일어난 최대의 무력 분쟁이었다. 이 전쟁은 중국의 여러 성에 걸친 지역으로 다양한 지방군벌에 속하는 모두 100만명 이상의 병력이 참전했다.
난징의 국민정부가 승리를 거두어 장제스는 가장 큰 그러나 최후는 아닌 위기를 극복하고 1932년 이후 신국민정부 성립을 향한 커다란 한 걸음을 내디딜 수 있었다. 한편 이 전쟁은 재정을 압박하여 그 후 중국 공산당에 대한 장정에 악영향을 미쳤다.
동북군이 중원에 들어간 후 만주의 방어가 꽤 약하게 되었다. 이것이 간접적으로 만주사변으로 시작되는 일본의 침략을 유발했다. 장제스는 전쟁 중에 등장하여 최고 지도자로서의 권력을 결집해 '숙달된 군사 지도자'로서 지위를 확립했지만, 국민당의 지역파벌끼리의 대립은 미해결한 채로 나중에 중일 전쟁이나 국공 내전 등의 다양한 문제로 이어진다  .

## 연표(북벌 완료~중원 대전 종료까지)
- 1928년 6월 호 북벌 완료( 베이징 입성)→12월 역치
- 1929년
  - 1월 국군 재편 회의(군대 정리 회의, 편유(編遺) 회의(불명확))
  - 3월 중국 국민당·삼전 대회( 난징 )
  - 3월 장계 전쟁 ( 장발규 · 리쭝런 · 바이충시 · 리지선 · 광서파·광서군·계군) → 5월 오계(粤桂)전쟁, (장제스·진제탕 (광동군) vs 리쭝런(호당 구국군) ) → 모두 리쭝런의 패배
  - 5월펑위샹(호당 구국군・서북파・서북군) ・ 장제스 펑위샹 전쟁 → 탕성즈가 장제스 측에 붙었기 때문에 펑위샹의 패
  - 10월 쑹저위안 · 손양성 (서북군·서북파)· 옌시산 · 펑위샹 · 장제스 펑위샹 전쟁 → 옌시산의 잠수함으로 장제스의 승리
  - 12월 탕성즈· 석우삼 (호당 구국군) → 장제스와 옌시산의 승리
- 1930년
  - 3월 삼기 삼중 전회(난징)
  - 4 ~ 5월 옌시산(총사령) ・ 펑위샹(부총사령)・ 리쭝런((부총사량）・ 푸쭈오이(傅作義)
  - 8~9월 북평 국민정부(주석· 장석산)(북평 확대회의·중국 국민당 중앙(당)부 확대회의) + 개조파(왕징웨이·천궁보)· 서산회의파 ·안복파
  - →중화민국 약법초안(이른바 태원약법 초안)의 기초
  - 9월 장쉐량, 난징 정부 옹호의 통지
  - 11월 3기 4중 전회(난징)
  - 장제스의 승리 후, 왕징웨이・천궁보는 홍콩으로 망명. 개조파도 해산

### 중원 대전의 시작과 끝에 대해
중원 대전의 시기와 종기에 대해서는 일본 문헌에서 크게 다르게 기술하고 있는데, 예를 들면 다음과 같다.
- 中国近現代史・小島晋治・丸山松幸・岩波新書（黄336）・1986年
  - 5月から半年間（125ページ）、4月開始（巻末年表の15ページ）
- 蔣介石・保阪正康・文春新書040・平成11年
  - 9月1日（蔣の総攻撃開始）から12月（148ページ）
- 中華民国・横山宏章・中公新書1394・1997年
  - 5月から（178ページ、303ページ）8ヶ月以上（181ページ）
- 中国近現代史（上・下）・姫田光義他・東京大学出版会・1982年
  - 3月から10月（上343ページ）、5月（閻・馮への総攻撃を発令）から10月（下・年表34ページ）
- 中国の歴史10・菊池秀明・講談社・2005年
  - 4月から（285ページ）10月には大勢が決した（287ページ）、5月から9月（巻末年表、ページ数の記載はなし）
- 近代中国関係史年表・岩波書店・2006年
  - 5月11日（蔣、閻・馮への総攻撃を命ずる。463ページ）から11月4日（閻・馮、太原の陸海空軍司令部解消を通電。465ページ）
- 世界歴史大系・中国史5・山川出版社・2002年
  - 5月から10月（159ページ）

## 참고 문헌

### 인용 문헌
1. ↑  Worthing 2016, 132쪽.
2. ↑  Taylor 2009, 48쪽.
3. ↑  Worthing 2016, 51쪽.
4. ↑  Worthing 2016, 117쪽.
5. ↑  Taylor 2009, 85쪽.
6. ↑  Taylor 2009, 86쪽.
7. ↑  Lipman 2011, 174–75쪽.
8. ↑  Worthing 2016, 133쪽.
9. 1 2 3  Worthing 2016, 136쪽.
10. 1 2  Worthing 2016, 132–135쪽.

### 관계자료
- Eastman, Lloyd E. (1986). 《The Nationalist Era in China, 1927–1949》. Cambridge: Cambridge University Press. ISBN 0521385911.
- Lipman, Jonathan N. (2011). 《Familiar Strangers: A History of Muslims in Northwest China》. Seattle: University of Washington Press. ISBN 0295800550.
- Taylor, Jay (2009). 《The Generalissimo》. Cambridge: Harvard University Press. ISBN 0674033388.
- Worthing, Peter (2017). 《General He Yingqin: The Rise and Fall of Nationalist China》. Cambridge: Cambridge University Press. ISBN 9781107144637.